# Wapelfeld
Wapelfeld település Németországban, Schleswig-Holstein tartományban. Lakosainak száma 323 fő (2023. december 31.).

## Népesség
A település népességének változása:
| Lakosok száma | 244  | 285  | 286  | 305  | 328  | 323  |
|               | 1975 | 2017 | 2019 | 2021 | 2022 | 2023 |